# St Peter's College (Adélaïde)
Pour les articles homonymes, voir St Peter's College.
Le St Peter's College (officiellement The Anglican Church of Australia Collegiate School of Saint Peter, mais communément appelé Saints) est un établissement anglican privé d'enseignement primaire et secondaire en externat et en internat pour garçons situé à Adélaïde, en Australie-Méridionale. 
Fondée en 1847 par des membres de l'Église anglicane d'Australie, l'école est connue pour son histoire et ses anciens élèves célèbres, dont trois récipiendaires du prix Nobel, quarante-deux boursiers Rhodes et dix premiers ministres d'Australie-Méridionale.
Trois campus sont situés sur le site de Hackney Road, près des Adelaide Park Lands (en) à Hackney (en). Le collège possède également un campus d'éducation en plein air à Finniss (en), près du lac Alexandrina.

## Historique

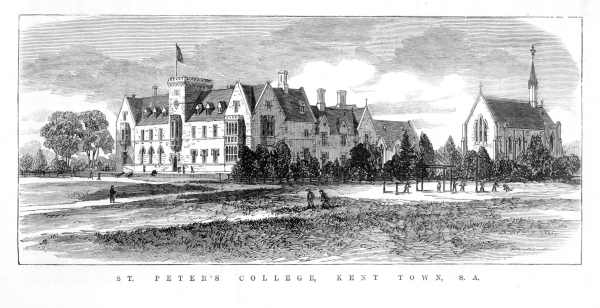
Le terrain du St Peter's College en 1875. L'Old School House est au centre et la chapelle est à droite.

Les origines de l'école résident dans l'ambition des premiers colons d'établir pour leurs fils une institution équivalente aux écoles publiques dont ils bénéficiaient en Grande-Bretagne. Ils fondent la Church of England Collegiate School of South Australia, ou « The Collegiate School », en tant qu'école privée le 15 juillet 1847 dans la salle de classe de la Trinity Church sur North Terrace. Le nom Sancti Petri Schola Collegiata (SPSC) est donné. La fondation de l'école est suivie par l'arrivée du premier évêque d'Adélaïde, Augustus Short (en), en décembre 1847. Short apporte avec lui une dotation de 2 000 livres sterling de la Society for Promoting Christian Knowledge avec laquelle il doit créer une institution pour l'Église d'Angleterre. Il a l'intention d'utiliser la Trinity School comme base pour cette institution et fait nommer son aumônier T. P. Wilson (en) comme directeur. Il achète également le domaine actuel de l'école à Hackney.

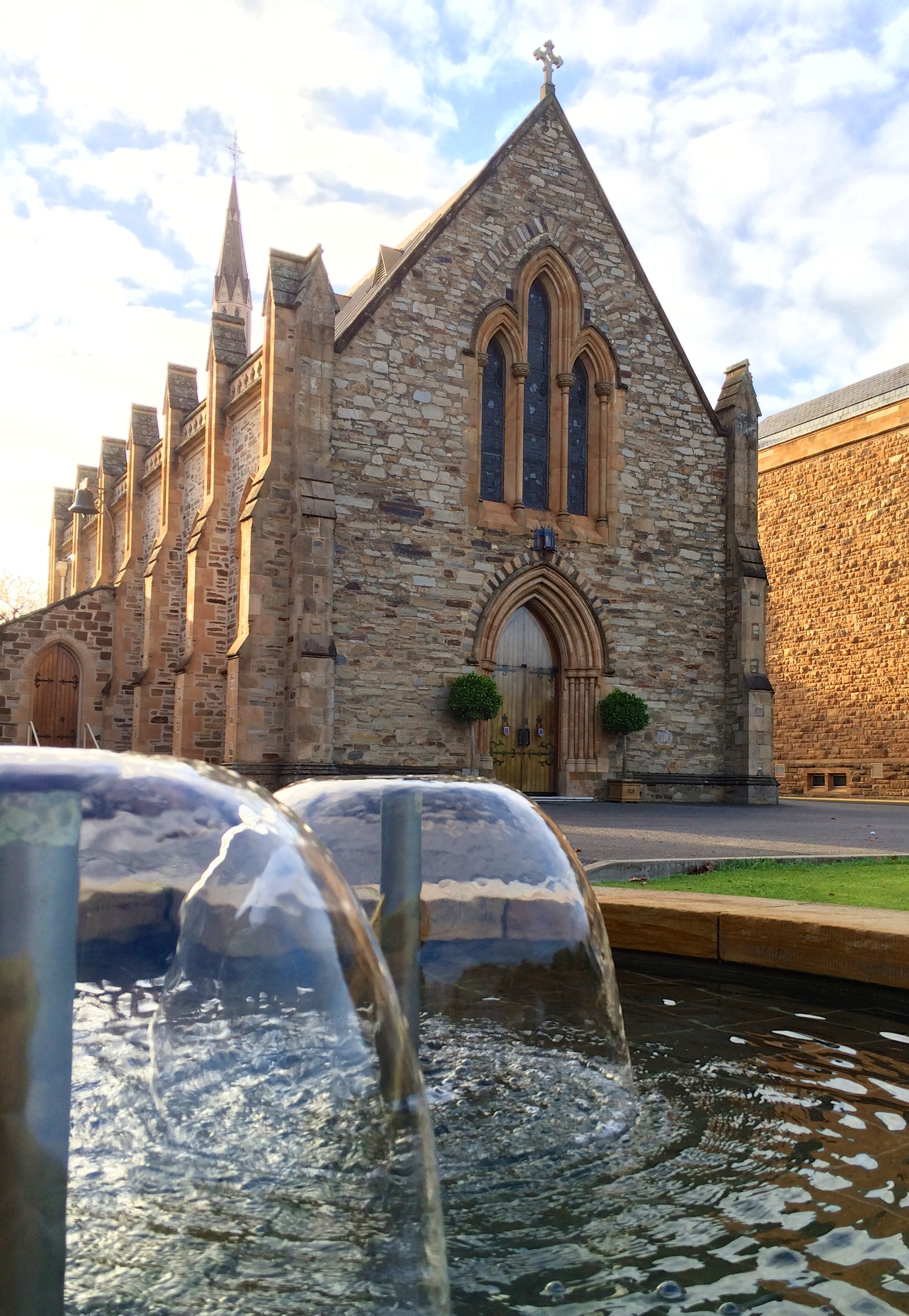
La chapelle du St Peter's College, ouverte en 1864.

En 1849, les négociations entre Short et les propriétaires aboutissent, et un conseil des gouverneurs est créé conformément à leur accord. L'école est ré-inaugurée sous le nom de Collegiate School of St Peter lors de son incorporation en juillet 1849. La traduction latine, Sancti Petri Schola Collegiata, est toujours utilisée comme acronyme de l'école, SPSC, bien qu'elle soit souvent anglicisée en « St Peter's School Collegiate ». Wilson, le premier directeur, démissionne en 1851 après un conflit avec les gouverneurs de l'école. Le second directeur, S. P. R. Allom, le remplace jusqu'à l'arrivée d'Edmund Jenkins en 1853.
Le collège déménage à son emplacement actuel en 1854, avec 70 étudiants, deux salles de classe habitables et deux maîtres. George Henry Farr (en) (1819-1904) arrive d'Angleterre en juillet de cette année-là et devient le maître principal de 1854 à 1879.

## Campus
L'école se situe sur un terrain paysager de 32 hectares, à seulement trois kilomètres du quartier central des affaires d'Adélaïde, sur Hackney Road et North Terrace, dans la banlieue de Hackney. Les banlieues voisines de College Park et St Peters sont nommées d'après l'école.
Le collège possède également une grande propriété d'éducation en plein air à Finniss (en), située sur plusieurs hectares de terrain sur les rives de la rivière Finniss. La propriété comprend des dortoirs, des logements pour les enseignants et un gymnase, et les étudiants participent au programme de revégétalisation de la flore indigène de la propriété.
Une source importante de revenus de l'école est la succession de Benjamin Mendes da Costa (en). Da Costa, un homme d'affaires prospère d'Adélaïde, meurt en 1868 et lègue à l'école un patrimoine de 20 000 livres sterling (plus de £
1810000 à l'heure actuelle). Le legs était soumis aux intérêts viagers de dix parents ; le dernier parent survivant est mort en 1910 et en 1912, la propriété est dévolue à l'école. Une grande partie du domaine reste constituée de terrains situés dans des emplacements de premier plan en centre-ville. Les revenus générés par le domaine sont utilisés pour subventionner les frais de scolarité de tous les étudiants, ainsi que plusieurs bourses d'études et d'entretien.

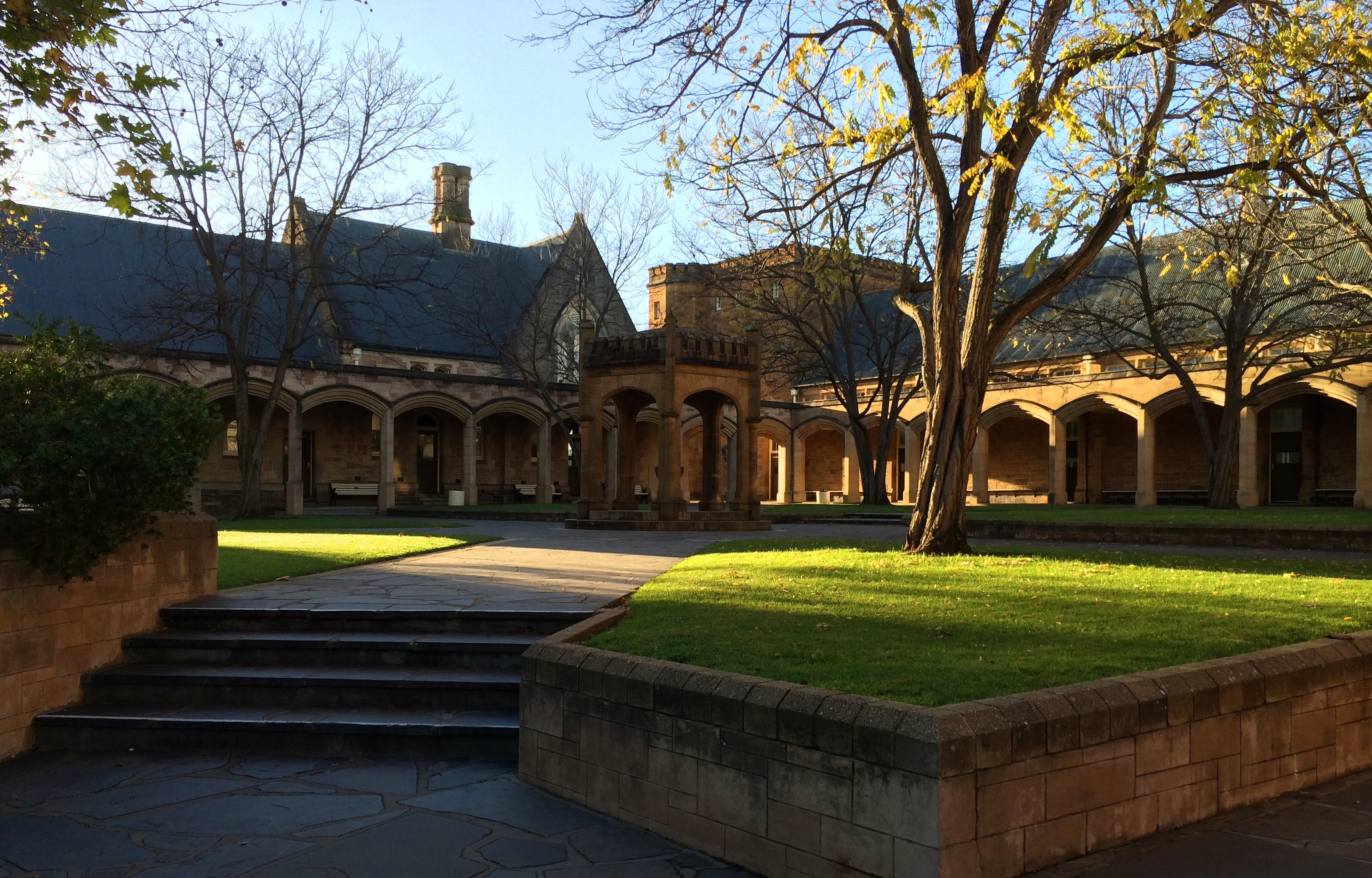
Le grand quadrangle de l'école secondaire.
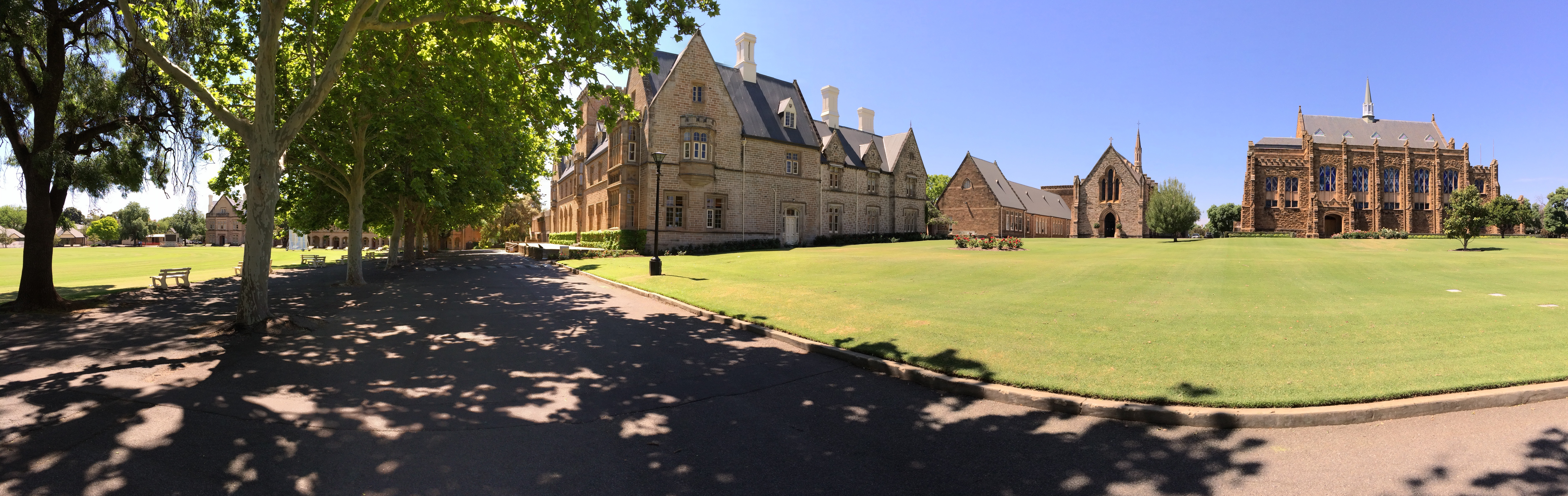
Panorama des bâtiments du St Peter's College, dont l'Old School House, la chapelle et le Memorial Hall.
Panorama des terrains de l'école entourant le Main Oval. De gauche à droite : le bâtiment Pentreath, l'ancienne école, la chapelle, le Memorial Hall, l'Oval House et le centre sportif.
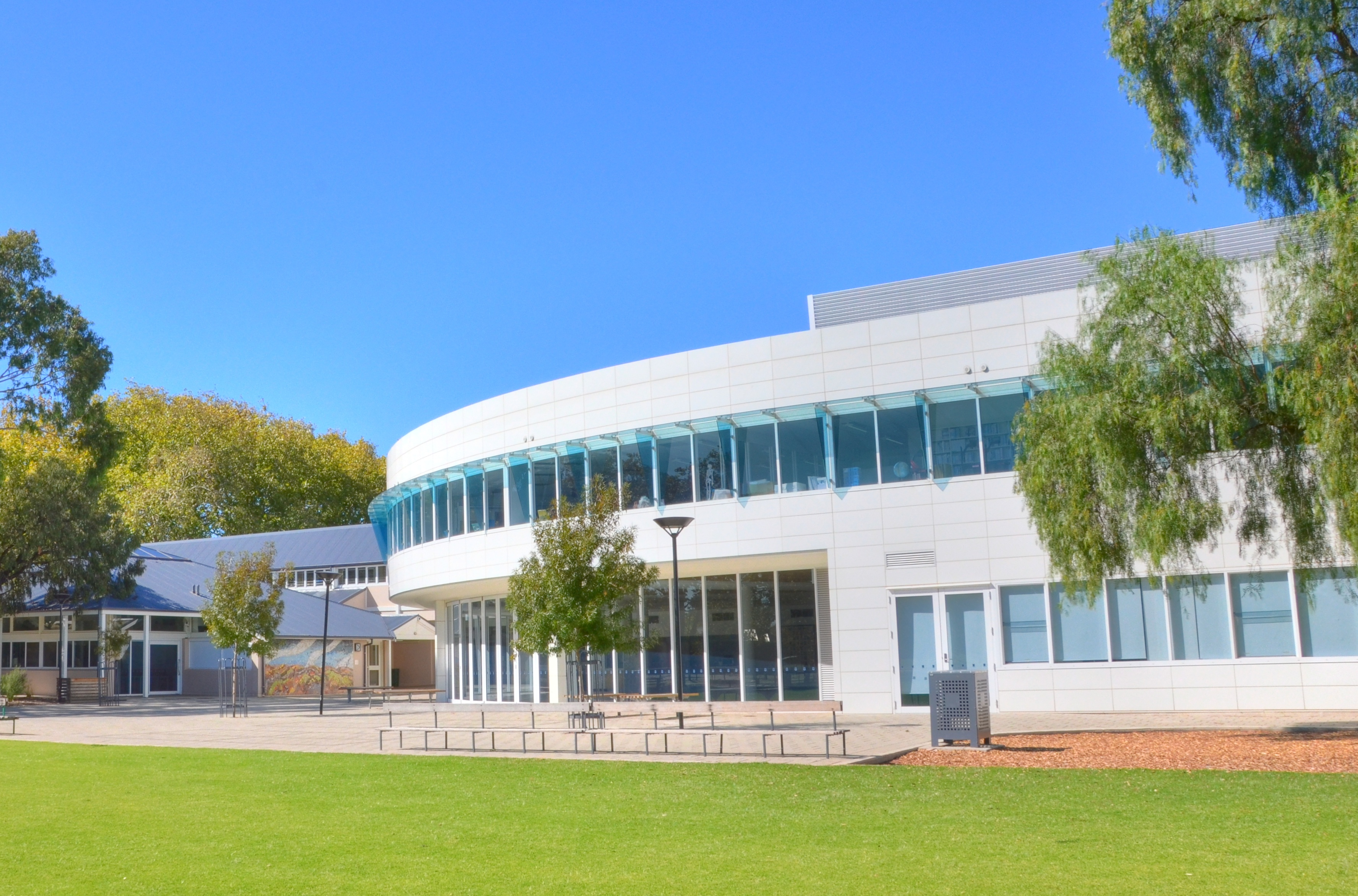
Campus de l'école secondaire.

## Anciens notables

### Lauréats du prix Nobel
- William Lawrence Bragg, prix Nobel de physique, 1915[7],
- Howard Walter Florey, prix Nobel de physiologie ou médecine, 1945[8],
- J. Robin Warren, prix Nobel de physiologie ou médecine, 2005[9].

### Divertissement et arts
- Scott Hicks, réalisateur australien.

### Juges, politiciens et fonctionnaires
- John Bannon, 39e premier ministre d'Australie-Méridionale,
- Don Dunstan, 35e premier ministre d'Australie-Méridionale[10],
- Frederick Holder, 19e premier ministre d'Australie-Méridionale,
- Thomas Lewis, 33e premier ministre d'Australie-Méridionale,
- David Tonkin, 38e premier ministre d'Australie-Méridionale.

### Médecine et sciences
- Hugh Possingham, expert en conservation et en planification environnementale, mathématicien appliqué, universitaire,
- Andy Thomas, astronaute.

### Militaire
- Thomas Baker, as de Première Guerre mondiale.

### Sportif
- Henry Frayne, athlète
- Hayden Stoeckel, nageur